# RMS Mauretania

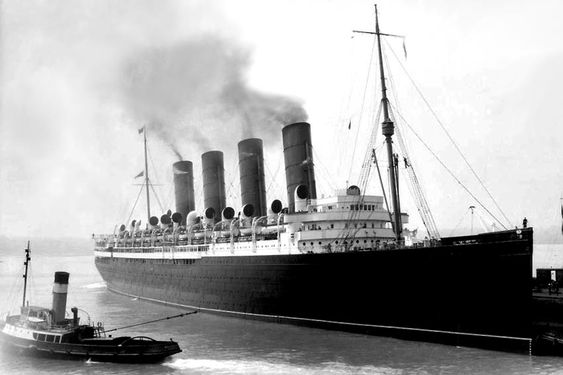
Il Mauretania nei suoi primi anni di servizio.

Il RMS Mauretania è stato un transatlantico britannico in servizio presso la compagnia Cunard Line. Il Mauretania fu uno dei transatlantici più famosi e di maggior successo durante "l'età d'oro" delle grandi navi passeggeri oceaniche, conquistando il prestigioso Nastro Azzurro per la traversata atlantica più veloce nel 1909 e detenendolo per 20 anni.

## Contesto
Nel 1897, il transatlantico tedesco Kaiser Wilhelm der Große divenne la nave più grande e veloce del mondo. Con la velocità di 22 nodi (41 km/h) strappò il Nastro Azzurro che all'epoca era stabilmente detenuto dalle navi della Cunard Line Campania e Lucania. All'incirca nello stesso tempo, l'International Mercantile Marine Co. del finanziere statunitense J. P. Morgan, cercava di monopolizzare il traffico marittimo, e aveva già acquisito l'altra grande compagnia britannica, la White Star. Di fronte a queste minacce, la Cunard era determinata a riconquistare il prestigio della navigazione oceanica, non solo per la compagnia, ma anche per la Gran Bretagna. Nel 1903, la Cunard e il Governo britannico raggiunsero l'accordo per un prestito statale di 2,6 milioni di sterline con tasso d'interesse del 2,75% ripagabile in 20 anni per la costruzione dei due superliner, Lusitania e Mauretania, con la velocità garantita di non meno di 24 nodi, e la stipulazione che le navi saranno convertite in incrociatore ausiliario (Armed Merchant Cruiser) se necessario. Inoltre, come ulteriore finanziamento per i due transatlantici, l'ammiragliato provvedette che alla Cunard venissero pagate 150 000 sterline all'anno come sovvenzione per i servizi postali.

## Progettazione e costruzione

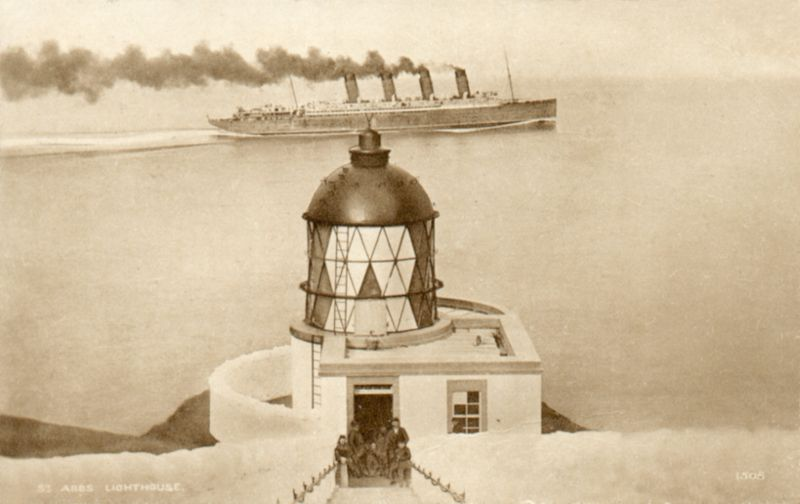
Mauretania durante le prove in mare vicino a St. Abbsin, Scozia

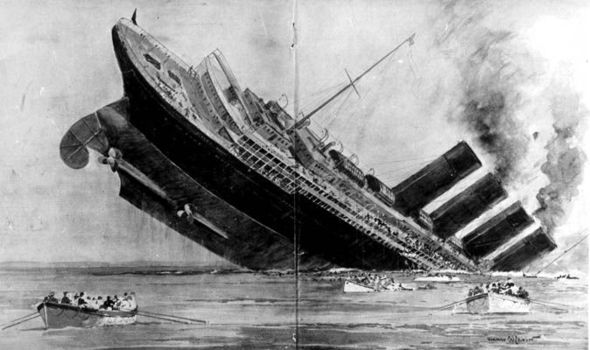
Il naufragio del Lusitania

Il Mauretania fu progettato dall'ingegnere navale Leonard Peskett e costruito dai cantieri Swan, Hunter & Wigham Richardson a Wallsend, Tyne and Wear. In fase di progettazione vi erano dei requisiti minimi che la nave avrebbe dovuto obbligatoriamente rispettare, come ad esempio la velocità di servizio di 24 nodi in tempo moderato, necessari per il contratto del servizio postale. Il nome della nave deriva dalla Mauretania, una provincia romana sulla costa nord-occidentale dell'Africa, non in relazione con la moderna Mauritania; dal momento che svolgeva anche il trasporto della posta, venne utilizzato il prefisso RMS (Royal Mail Ship). Una denominazione simile era stata assunta anche dalla nave gemella Lusitania, battezzata con il nome della provincia di Lusitania. La configurazione originale di Peskett nel 1903 era un progetto con tre fumaioli e propulsione a motori alternativi. Un modello gigante delle navi in questa configurazione era apparso sulla rivista Shipbuilder's. Nel 1904 la Cunard decise di cambiare la propulsione delle navi con le nuove turbine Parsons, quindi Peskett inserì tale modifica nel progetto e vi aggiunse anche un quarto fumaiolo e altri cambiamenti, prima che la costruzione iniziasse.

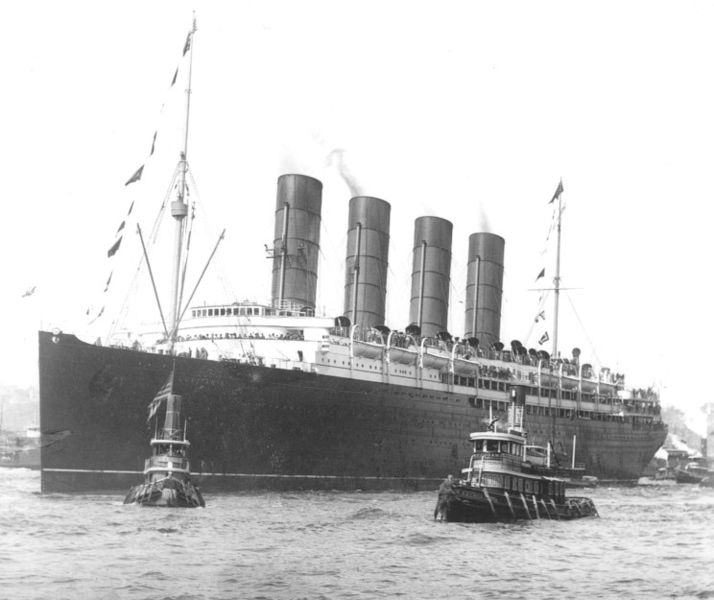
La nave gemella del Mauretania, il Lusitania

La nave fu varata nel 1906, con madrina la duchessa di Roxburghe. Al momento del varo era la più grande e tecnologica struttura semovente mai costruita, con la stazza lorda leggermente superiore alla sua gemella Lusitania. La principale differenza estetica tra le due navi era che il Mauretania era cinque piedi (1,5 m) più lungo e aveva differenti prese d'aria. Il Mauretania aveva anche due stadi di pale supplementari nelle turbine anteriori per una velocità leggermente superiore. Il Mauretania e il Lusitania diventeranno le sole navi detentrici del Nastro Azzurro spinte da turbine ad azione diretta (senza riduttori); i successivi bastimenti vincitori di tale riconoscimento (tra i quali l'unico italiano sarà il Rex, nel 1933) avranno tutti turbine a singola o doppia riduzione. L'impiego delle nuove turbine a vapore era l'applicazione più importante dell'allora nuova tecnologia sviluppata da Charles Algernon Parsons. Durante le prove in mare, la grande potenza delle macchine causò forti vibrazioni ad alta velocità. Come soluzione, la nave ricevette rinforzi allo scafo ed eliche differenti prima dell'entrata in servizio.

## Dimensioni e interni

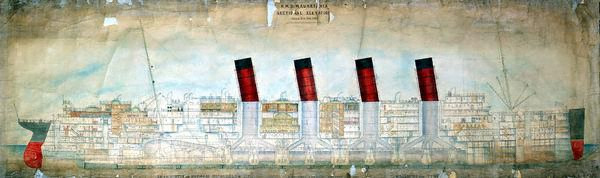
Uno spaccato del Mauretania

La nave era lunga 240,8 m, larga 26,8 m e aveva una stazza di 31.938 tonnellate, i ponti invece erano 8. A differenza di quanto poi accadrà sulle navi della classe Olympic della White Star Line, i quattro fumaioli erano tutti utilizzati per espellere i fumi del sistema propulsivo.
Gli interni erano senza alcun dubbio i più raffinati e lussuosi del mondo al momento dell'entrata in servizio, cosa su cui la compagnia basò gran parte della propria campagna pubblicitaria. Furono progettati da Harold Peto e realizzati dalla W. Turner Lord & Co. ed erano pensati per soddisfare i gusti edoardiani, con 28 differenti tipi di legno usati nei saloni, assieme con il marmo, tappezzerie e altri arredamenti. I pannelli di legno per i saloni della prima classe furono meticolosamente intagliati da trecento artigiani palestinesi. Il salone da pranzo situato su 2 piani della prima classe era decorato in stile François I e coperto da una grande cupola di vetro. Una serie di ascensori, allora una rarità per le navi, erano installati vicino al grande scalone. Una caratteristica nuova era il Verandah Café sul ponte boat, dove venivano servite bevande in ambiente protetto dagli agenti atmosferici.

## Storia operativa

### 1907-1914: Inizio carriera
Il Mauretania salpò da Liverpool per il viaggio inaugurale il 16 novembre 1907, sotto il comando del capitano John Pritchard. Tra il 30 novembre e il 5 dicembre stabilì il nuovo record di velocità nella traversata atlantica verso est, strappando il Nastro Azzurro alla gemella Lusitania, con una velocità media di 23,69 nodi (43,87 km/h). Nel settembre del 1909, grazie ad un lavoro di revisione e modifica dei motori, il Mauretania stabilì il nuovo record anche per la traversata verso ovest. Tra il 1909 e il 1911 la nave portò a termine ben 88 traversate dell'Atlantico a velocità superiore a 25 nodi. Nel dicembre del 1910 il Mauretania ruppe gli ormeggi sul fiume Mersey e riportò ingenti danni che causarono la cancellazione dello speciale viaggio natalizio veloce per New York. Rapidamente la Cunard scambiò sulla tabella di marcia il Mauretania con il Lusitania, che sotto il comando del capitano James Charles era appena tornato da New York. Nel 1912, i reali britannici re Giorgio V e la regina consorte Mary furono ospitati a bordo del Mauretania, allora il più veloce mercantile britannico, aggiungendo ulteriore prestigio alla nave. Il 26 gennaio 1914, mentre era in corso la revisione annuale a Liverpool, quattro uomini furono uccisi e sei feriti per lo scoppio di un cilindro mentre lavoravano su una delle turbine. I danni riportati furono minimi e la nave tornò in servizio due mesi più tardi.

### 1914-1918: Prima guerra mondiale

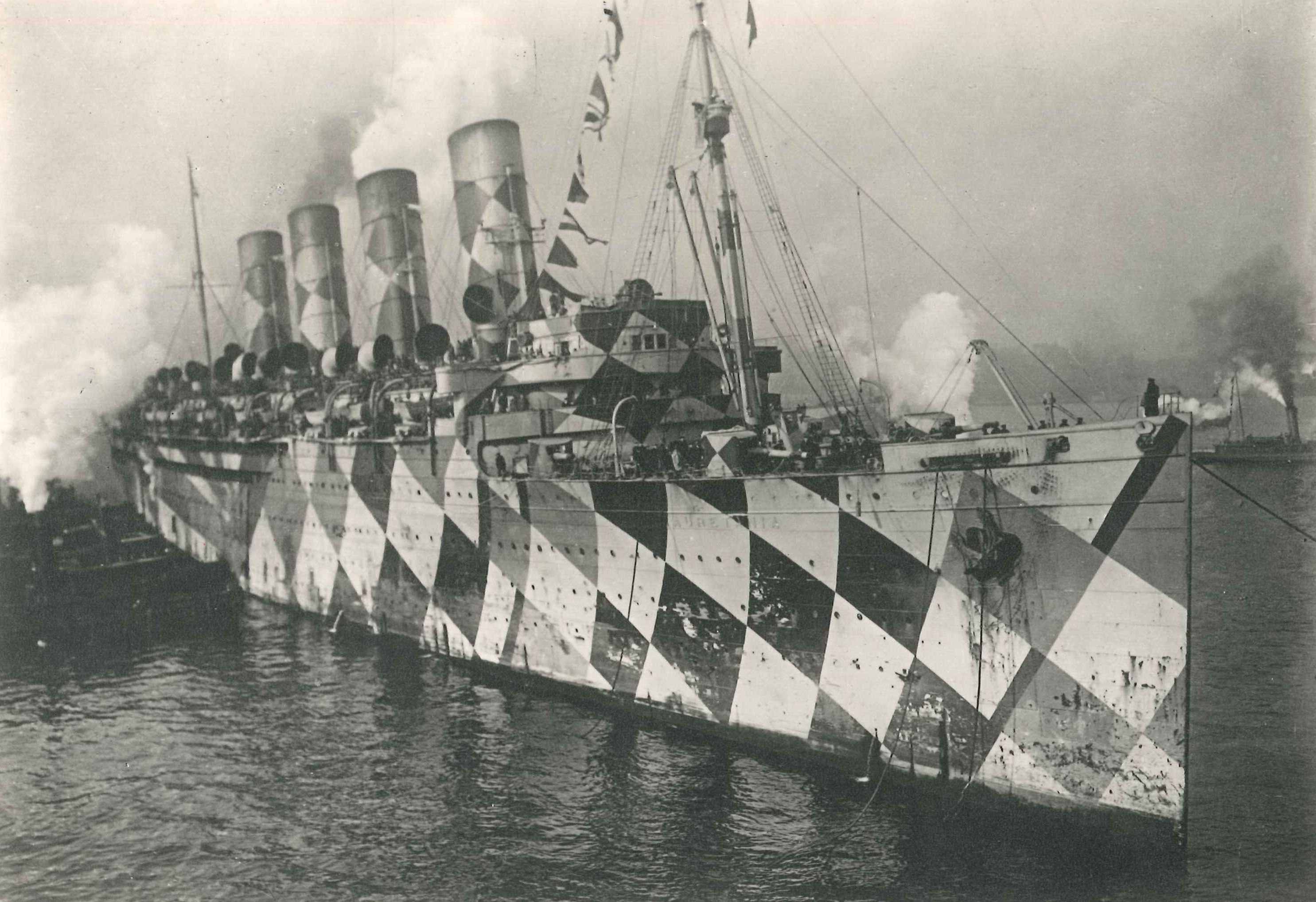
L'HMT Mauretania con la mimetizzazione durante la prima guerra mondiale

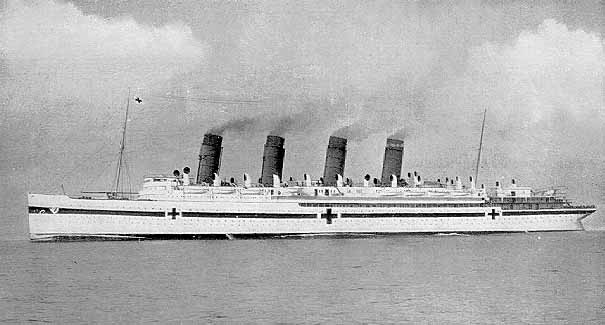
Il Mauretania come nave ospedale

Subito dopo la dichiarazione di guerra della Gran Bretagna alla Germania il 4 agosto 1914, il Mauretania e l'Aquitania furono requisiti dal governo britannico per diventare incrociatori ausiliari,
ma le loro grandi dimensioni e l'alto consumo di carbone le resero inadatte al ruolo,
perciò ripresero il servizio civile l'11 agosto. Tempo dopo, per mancanza di passeggeri durante la guerra, il Mauretania fu posto in disarmo a Liverpool fino al maggio del 1915, quando la nave gemella Lusitania fu affondata da un sommergibile tedesco.
Il Mauretania doveva sostituire il Lusitania nel servizio di linea, ma il governo britannico decise di utilizzarlo come nave trasporto truppe per l'esercito britannico durante la campagna dei Dardanelli. Grazie all'alta velocità e alla professionalità dell'equipaggio, la nave riuscì ad evitare i sottomarini tedeschi. Come nave da trasporto truppe, il Mauretania ricevette una mimetizzazione abbagliante, una forma di schema astratto di colorazione per confondere le navi nemiche.
Quando le forze congiunte anglo-francesi cominciarono a subire pesanti perdite, il Mauretania, insieme con l'Aquitania e il Britannic, fu trasformato in nave ospedale e la mimetizzazione abbagliante fu sostituita con un colore bianco e grandi emblemi di croce rossa. La nave rimase in tale servizio fino al 25 gennaio 1916. Sette mesi più tardi tornò a prestare servizio come nave trasporto truppe, requisita dal governo canadese per il trasporto dell'esercito da Halifax a Liverpool. Dopo la dichiarazione di guerra degli Stati Uniti alla Germania nel 1917, trasportò anche truppe statunitensi. L'ammiragliato, fino alla fine della guerra, per la nave usava il nome HMS Tuberose, però la Cunard non cambiò mai ufficialmente il nome del transatlantico.

### 1919-1934: Carriera post-bellica

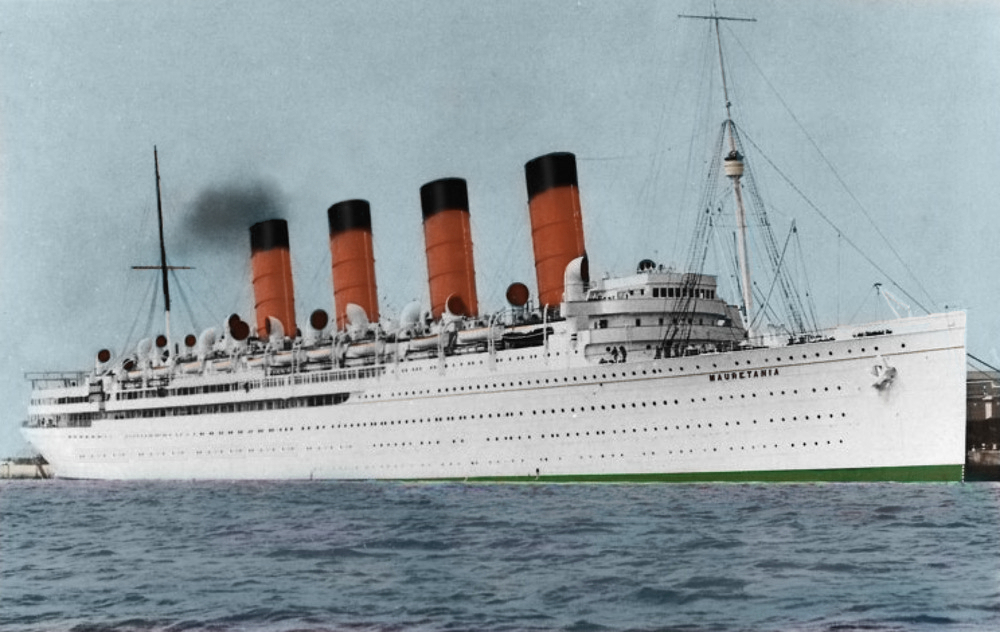
Il Mauretania a colori nel 1933.

Il Mauretania tornò al servizio civile il 21 settembre 1919 e il fitto programma di viaggi impedì la revisione generale prevista per il 1920. La nave venne ritirata dal servizio nel 1921 dopo un incendio scoppiato sul ponte "E" e fu deciso di fare la necessaria revisione. La nave tornò al cantiere di Tyne dove era stata costruita, le caldaie furono convertite a olio combustibile (nafta) ed il Mauretania riprese il servizio nel marzo del 1922. La Cunard si rese conto che la nave faticava a mantenere la regolare velocità di servizio sull'Atlantico. Nonostante consumasse ora solo 750 tonnellate di nafta in 24 ore, invece delle 1000 tonnellate di carbone, il Mauretania non viaggiava con le stesse velocità dell'anteguerra. Durante una traversata nel 1922, la nave riuscì a raggiungere una velocità media di soli 19 nodi. La Cunard decise che le turbine, un tempo rivoluzionarie, avevano bisogno di una revisione generale. Nel 1923 cominciò un grande ammodernamento e le turbine furono smantellate. A metà revisione, gli operai del cantiere scesero in sciopero e i lavori furono fermati, così la Cunard rimorchiò la nave a Cherbourg, in Francia, dove i lavori furono terminati da un altro cantiere. Il Mauretania tornò in servizio nel maggio del 1924.
Nel 1928 furono modernizzati gli interni; l'anno successivo la nave perse dopo 20 anni il primato di velocità nella traversata atlantica verso l'America, strappatogli dal nuovo transatlantico tedesco Bremen, che mantenne una velocità intorno ai 28 nodi (52 km/h). Il 27 agosto dello stesso anno la Cunard permise al Mauretania un ultimo tentativo di riconquistare il Nastro Azzurro. La nave fu ritirata dal servizio e le macchine furono modificate per erogare più potenza per una velocità più alta, ma non fu abbastanza. Il Bremen, il suo gemello Europa, gli italiani Rex e Conte di Savoia ed il francese Normandie erano i principali esponenti della nuova generazione di transatlantici, dotati di turbine di nuova concezione che li rendevano di gran lunga più potenti e tecnologicamente avanzati dell'ormai obsoleto transatlantico britannico.
Anche se il Mauretania non riuscì a battere i rivali, migliorò le prestazioni in entrambe le direzioni della traversata. Sempre nel 1929 il Mauretania si scontrò con un traghetto ferroviario vicino al faro Robbins Reef Light nel porto di New York, senza vittime e feriti, e i danni furono prontamente riparati. Nel 1930, per gli effetti della Grande depressione e della nuova concorrenza sulle rotte atlantiche, il Mauretania fu impiegato nelle crociere. Dopo la fusione delle compagnie Cunard Line e White Star Line nel 1934, il Mauretania, l'Olympic, il Majestic e altri vecchi transatlantici vennero considerati come un eccesso di offerta e ritirati dal servizio.

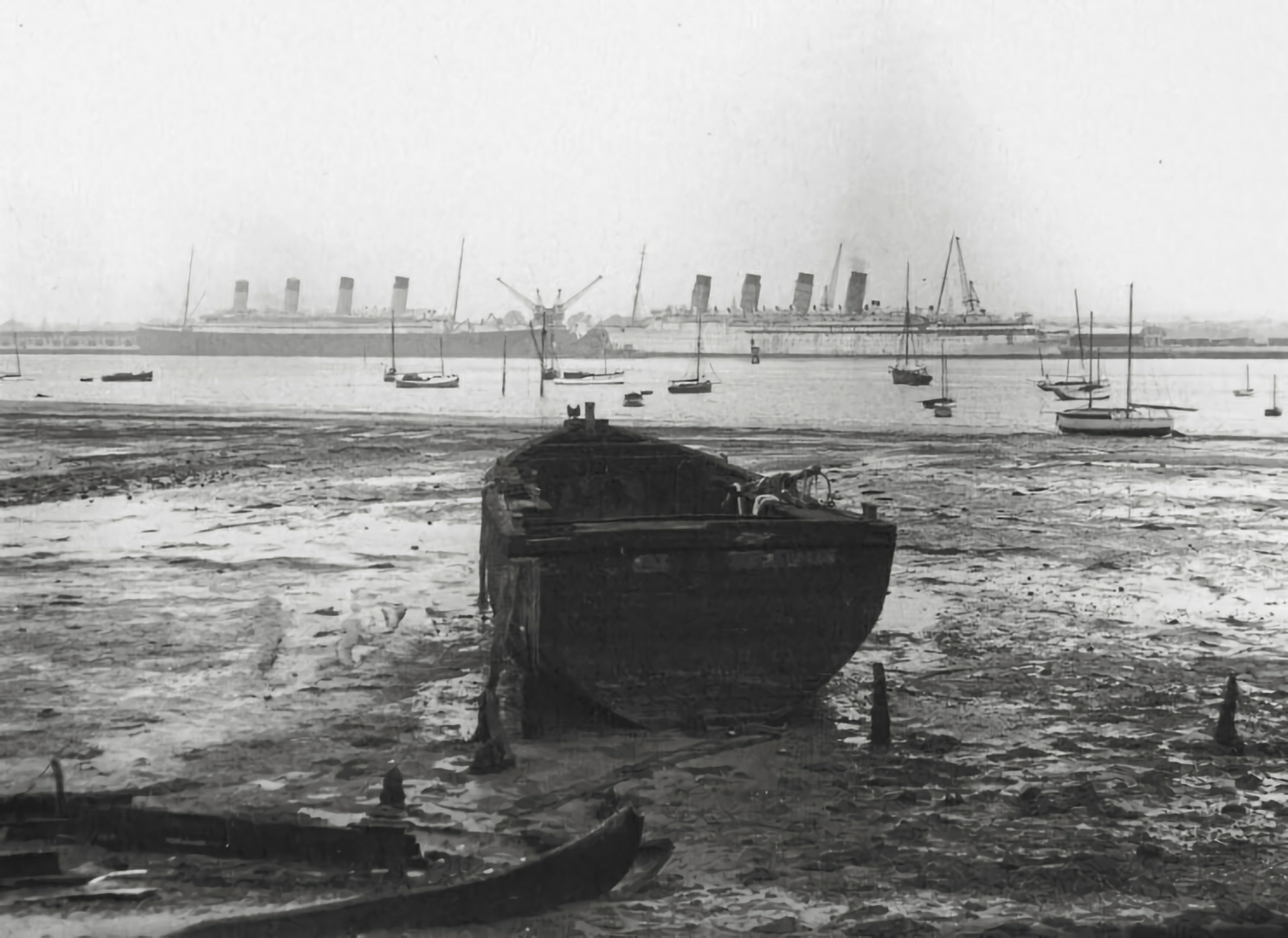
Il Mauretania (destra) e lOlympic (sinistra) nel 1935 aspettano l'ultimo viaggio per il cantiere di demolizione

Il Mauretania fu ritirato dopo l'ultima traversata verso est da New York a Southampton nel settembre del 1934. Il viaggio fu compiuto alla velocità media di 24 nodi, rispettando l'originale clausola del contratto per le sovvenzioni postali. Il piroscafo venne infine messo in disarmo assieme all'ex portabandiera della White Star Line Olympic (gemello del tristemente famoso Titanic), dopo 28 anni di servizio.

### 1935: Disarmo
Nel maggio del 1935 gli arredamenti furono messi all'asta e il 1º luglio la nave salpò da Southampton per l'ultima volta, verso il cantiere di demolizione Thos W. Wards a Rosyth in Scozia. Uno degli ex comandanti, il commodoro Sir Arthur Rostron, noto per essere stato il capitano del Carpathia durante le operazioni di salvataggio dei naufraghi del Titanic, presenziò all'evento ma non volle salire a bordo, dicendo che voleva ricordarsi della nave come era quando la comandava e preferendo salutarla da terra.
Sulla via per Rosyth, il Mauretania si fermò per mezz'ora a Tyne, dove era stato costruito. Una folla di gente accorse a salutarlo e il sindaco di Newcastle salì a bordo portando i saluti dei cittadini. L'ultimo comandante, A.T. Brown, poi riprese la rotta per Rosyth. Con gli alberi tagliati per passare sotto il ponte Forth Bridge, la nave fu consegnata ai demolitori. La fine del tanto amato piroscafo suscitò molte proteste degli ex passeggeri, fra cui una lettera privata del presidente degli Stati Uniti Franklin D. Roosevelt, che protestava contro la demolizione.

## Nella cultura di massa

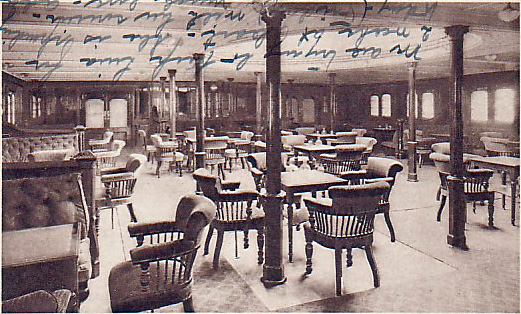
Un salone della seconda classe

Alcuni degli arredi dal Mauretania furono installati nel complesso bar/ristorante Mauretania Bar (adesso Java Bristol), in Park Street a Bristol. Il lounge bar era rivestito con mogano proveniente dalla biblioteca di prima classe. La scritta "Mauretania" della prua, era posta sopra l'ingresso, e l'insegna al neon sul lato sud mette ancora in evidenza il nome del transatlantico. Inoltre, il salone di lettura della prima classe divenne una sala riunioni nei Pinewood Studios, ad ovest di Londra. Dal Mauretania provengono anche i pannelli di quercia di The Oak Bar in Dame Street a Dublino Rivestimenti in marmo da una cabina di lusso della prima classe si trovano a Nont Sarahs Pub, New Hey Road (A640), Scammonden, Huddersfield, WestYorkshire.
Il Mauretania è ricordato nella canzone Firing the Mauretania, con versioni raccolte separatamente da Redd Sullivan e Hughie Jones. Entrambe cominciano con i versi "In 19 hundred and 24, I… got a job on the Mauretania", ma poi continuano con "shovelling coal from morn till night" (in italiano "Nel 1924, ho... trovato lavoro sul Mauretania [...] spalando carbone dalla mattina alla sera"); tale descrizione è un errore storico, in quanto nel 1924 la nave era già stata convertita a nafta. Secondo la canzone il numero dei fuochisti era di 34 o di 64; l'ultimo verso della versione di Jones chiama i fuochisti con la parola "trimmers" e non "stokers", probabilmente in riferimento alla nafta.
La nave viene nominata anche in una scena del film Titanic di James Cameron (1997), in cui la protagonista Rose (Kate Winslet) osserva il Titanic appena prima di salirvi a bordo, sostenendo che "non sembra più grande del Mauretania", ed il suo fidanzato Cal (Billy Zane) le spiega come il Titanic sia più lungo di circa trenta metri e molto più lussuoso rispetto al Mauretania, informazioni storicamente vere.
Nel film La leggenda del pianista sull’oceano di Giuseppe Tornatore, la realizzazione del Virginian è stata ispirata al Mauretania.
Nell'anime e manga Candy Candy la protagonista viaggia a bordo del Mauretania per recarsi a studiare alla Saint Paul School a Londra